# Секс-работа
Секс-рабо́та — это «обмен сексуальных услуг, представлений или продуктов на материальное вознаграждение». Включает в себя деятельность по прямому физическому контакту между покупателями и секс-работниками, а также косвенную сексуальную стимуляцию. Секс-работа подразумевает только добровольные сексуальные сделки; таким образом, этот термин не относится к торговле людьми и другим принудительным или несогласованным сексуальным действиям, в том числе таким, как детская проституция. Сделка должна заключаться между совершеннолетними лицами, умственно дееспособными, без каких-либо методов принуждения, кроме оплаты. Неотъемлемой частью многих видов секс-работы является эмоциональный труд.

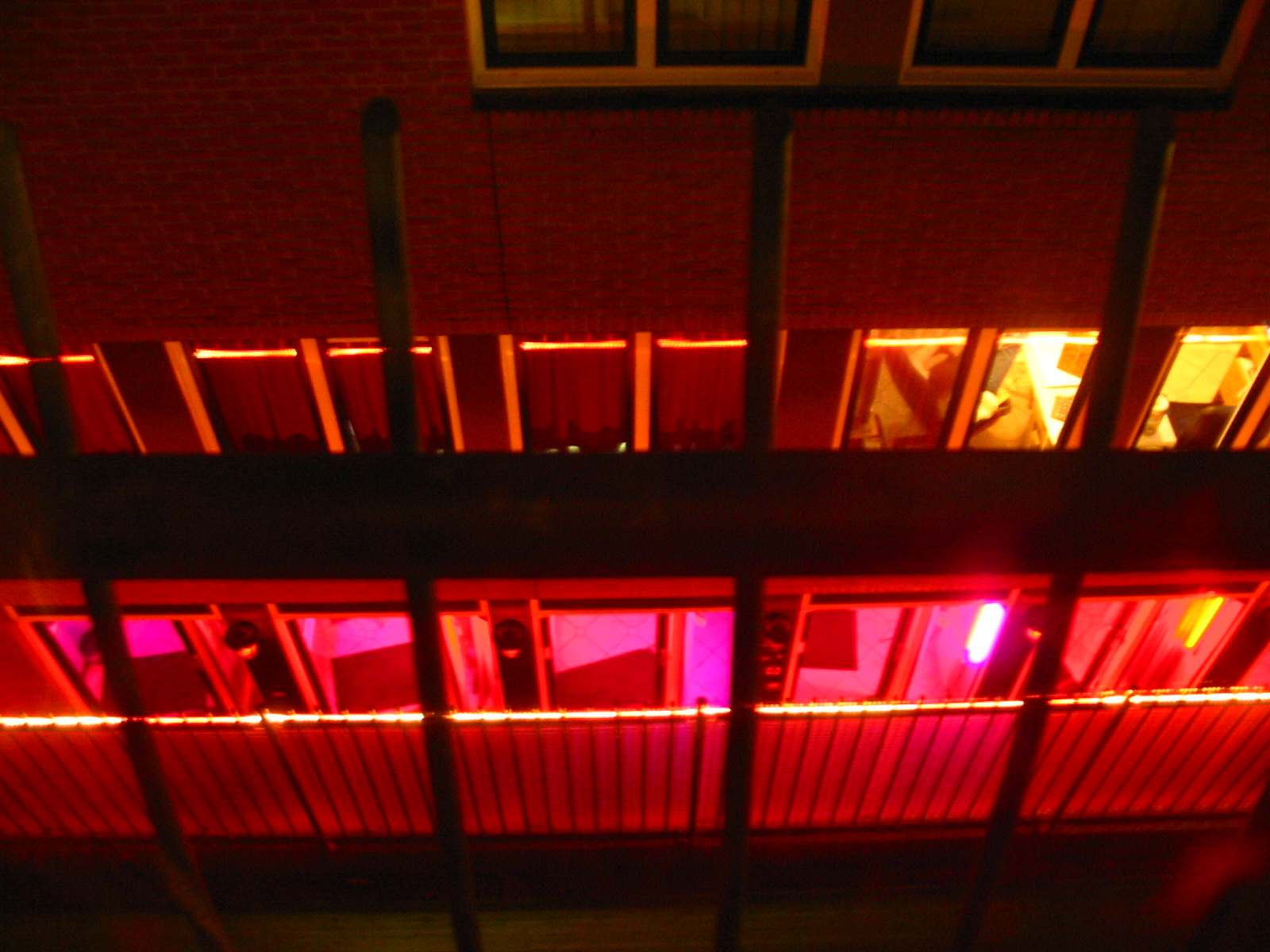
Квартал красных фонарей в Амстердаме

## Типы секс-работы
В 2004 году в научной библиотеке Medline был проведен поиск 681 статьи о проституции с целью создания глобальной типологии видов секс-работы. Было выявлено двадцать пять типов секс-работы. Была выделена прямая и косвенная проституция, причём работники косвенной проституции с меньшей вероятностью воспринимаются и воспринимают себя, как секс-работники. Последствия секс-работы для общественного здравоохранения сильно различаются.
Виды секс-работы включают различные сексуальные услуги или эротические представления по обоюдному согласию.
Различные типы секс-работы, предполагающие различную степень физического контакта с клиентами:
- Вебкам-моделинг(пример секс-работы, не требующей физического контакта) и порномоделинг[англ.] . Вебкам-моделинг часто делается через веб-сайт, а порномоделирование может использовать или не использовать службу подписки на контент для взрослых[3][12].
- Стриптиз
- Голый дворецкий[англ.]
- Танцы на пилоне[3][13]
- Секс по телефону: операторы ведут сексуально ориентированные разговоры с клиентами и могут проводить вербальные сексуальные ролевые игры.
- Гоу-гоу танцы
- Эротические танцы
- Нео-бурлеск[англ.]
- Тверкинг
- Стриптиз / Настольные танцы[англ.]
- Эротический массаж
- Шлифовка (танцы)[англ.]
- Танцы на коленях
- Актерское мастерство в порнографическом фильме
- Участие в пипшоу[англ.]
- Эскорт-услуги / Опыт с девушкой / Сахарный малыш[англ.]
- Сексуальные суррогаты[14]
- Уличная проституция
- Проституция в помещении (работа в борделе, проституция в массажном салоне, проституция в баре или казино, девушка по вызову)
- Госпожа

## Правовые модели

Мировая карта легальности порнографии (18+)
Порнография легальна
Порнография легальна с некоторыми ограничениями
Порнография нелегальна
Данные недоступны

Мировая карта легальности проституции
Декриминализация – отсутствие уголовного наказания за проституцию.
Легализация - проституция легальна и регулируема
Аболиционизм - проституция легальна, но организованная деятельность, такая как публичные дома и сутенерство, незаконна; проституция не регулируется
Неоаболиционизм - покупка секса незаконна, продажа секса законна
Прогибиционизм - проституция незаконна
Легальность зависит от местных законов

### Полная криминализация
Криминализация секс-работы предполагает уголовное наказание для продавца, покупателя и любой вовлеченной третьей стороны. Является наиболее широко практикуемой правовой стратегией. Практикуется в Китае, России и большинстве стран Африки. В США, где в каждом штате действует свой уголовный кодекс, полноконтактная секс-работа запрещен повсюду, секс-работа с использованием презерватива легальна только в некоторых частях Невады; бесконтактная секс-работа — это серая и запутанная область. Негативными последствиями полной криминализации являются: высокий уровень инфекций, передающихся половым путем, насилие со стороны клиента и преследование со стороны полиции. Страх перед юридическими последствиями удерживает секс-работников от: обращения за надлежащими услугами по охране сексуального здоровья , сообщения о преступлениях, жертвами которых они стали. Согласно исследованию, проведенному международной правовой организацией Human Rights Watch, полная криминализация делает секс-работников более уязвимыми к изнасилованиям, убийствам и дискриминации из-за их маргинального положения и возможности подвергнуться судебному преследованию со стороны полиции, даже если они выступают в качестве жертвы.

### Частичная криминализация
Частичная криминализация допускает легализацию как покупки, так и продажи секса между двумя сторонами, но запрещает коммерческую продажу секса в публичных домах или общественных местах (уличное домогательство). К правовым моделям частичной криминализации относятся: аболиционизм и неоаболиционизм (шведская модель борьбы с проституцией).

### Легализация
Легализация секс-работы в настоящее время практикуется в некоторых частях Южной Америки, Австралии, Европы и в некоторых округах американского штата Невада. Квартал красных фонарей в Амстердаме, Нидерланды, является примером полной легализации, где разрешены все аспекты секс-работы при условии, что они зарегистрированы правительством. Процесс регистрации дорогостоящий и трудоемкий, требует легального проживания и может включать регулярные медицинские осмотры. Поэтому наиболее маргинализированные секс-работники (группы меньшинств, иммигрантов и работники с низкими доходами) остаются нелегальными и соответственно просят меньшую плату за свои услуги, поскольку они не могут соблюдать правила.

### Декриминализация
Декриминализация секс-работы является наиболее поддерживаемым решением самих секс-работников. Декриминализация секс-работы является единственным юридическим решением, которое не предусматривает криминализацию какой-либо стороны, вовлеченной в секс-индустрию, и, кроме того, не имеет ограничений на то, кто может законно участвовать в секс-работе. Декриминализация секс-работы не устраняет никаких юридических наказаний, осуждающих торговлю людьми. Нет надежных доказательств того, что декриминализация секс-работы будет способствовать торговле людьми. Новая Зеландия была первой страной, декриминализировавшей секс-работу в 2003 году, после принятия Закона о реформе проституции. Те, кто занимается секс-торговлей, чаще подвергаются эксплуатации, торговле людьми и нападениям, когда секс-работа криминализирована. Начиная с августа 2015 года неправительственная общественная организация Amnesty International, глобальное движение, свободное от политических, религиозных или экономических интересов и защищающее людей от жестокого обращения, начала проводить политику, требующую, чтобы все страны декриминализировали секс-работу. Amnesty International заявила , что декриминализация секс-работы уменьшит торговлю людьми за счет укрепления здоровья и безопасности секс-работников, позволяя им быть автономными под защитой правительства. Эта политика получила широкую поддержку во всем мире со стороны ВОЗ, ЮНЭЙДС, Глобального альянса против торговли женщинами  (GAATW) и некоторых других, но ещё не была принята повсеместно.

## История
Секс-работа в самых разных формах известна с древних времен. Даже в самых примитивных обществах существовал коммерческий секс. Проституция была широко распространена в Древнем Египте и Греции. Гетеры в Греции и гейши в Японии считались престижными членами общества из-за их высокого уровня подготовки к общению. Отношение к проституции менялось на протяжении истории.

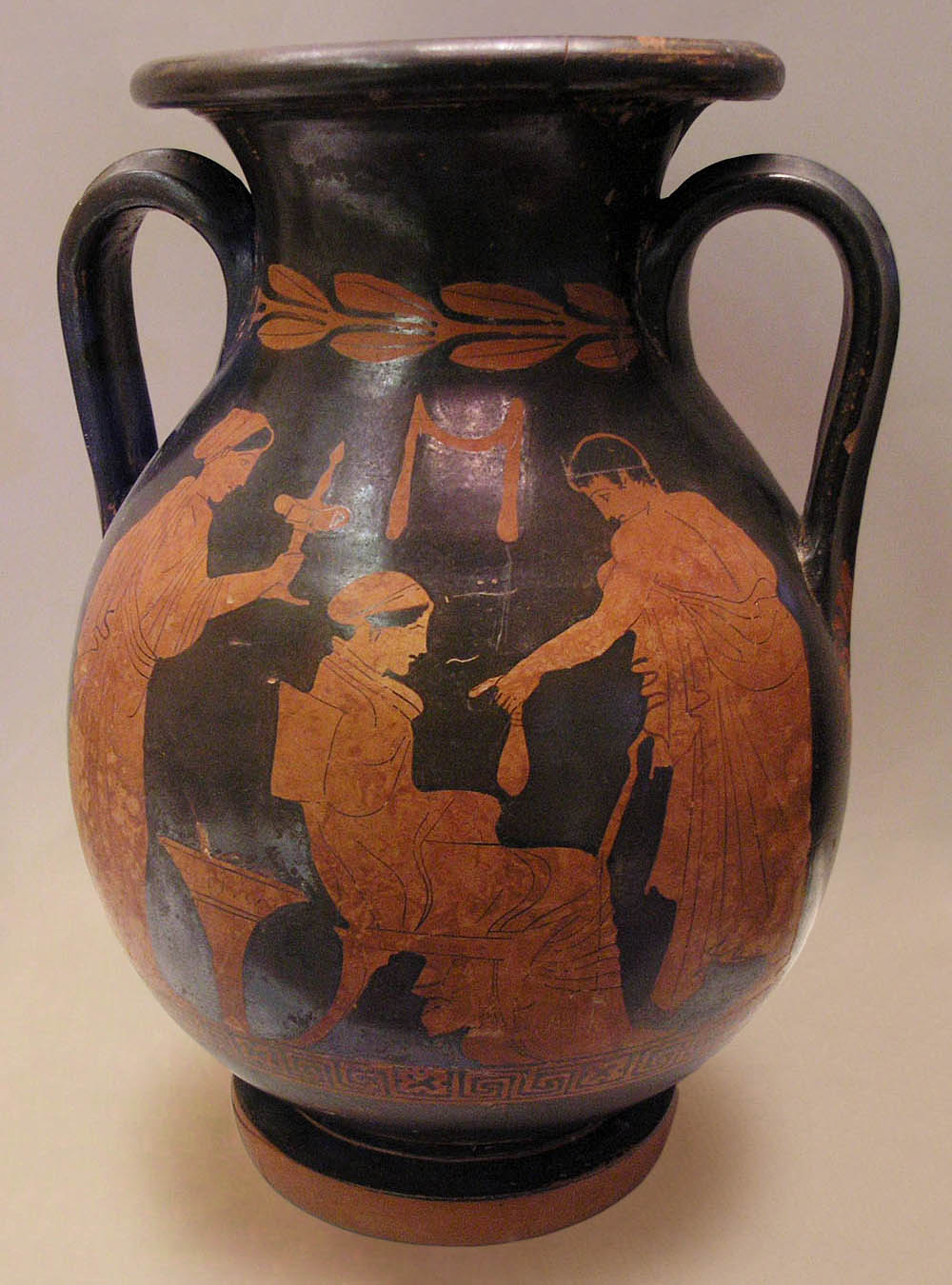
Древнегреческая урна изображает проститутку и её клиента

В средние века проституцию допускали, но не считали престижной. В эпоху Возрождения и протестантской Реформации в XVI веке отношение к проституции стало более жёстким. Моральные реформы были в значительной степени направлены на ограничение женской автономии. Более того, соблюдение правил, касающихся проституции, непропорционально сильно ударило по бедным слоям населения.
Секс-работа в Соединенных Штатах имеет долгую историю, однако законы, регулирующие продажу секс-услуг, относительно новы. В XVIII веке проституция глубоко укоренилась от Луизианы до Сан-Франциско. Законы против непристойности и содомии использовались в попытке регулировать секс-работу. Кварталы красных фонарей образовались в XIX веке в крупных городах по всей стране.
Социальные реформаторы стремились полностью искоренить проституцию начиная с XX века. Новые законы были сосредоточены на сторонних предприятиях, где имела место проституция, таких как салоны и публичные дома, и возлагали ответственность на владельцев за действия, происходящие на их территории. Кварталы красных фонарей начали закрываться. Наконец, в 1910 году Закон Манна, или «Закон о торговле белыми рабами», объявил незаконным принуждение человека к проституции или другой аморальной деятельности, что стало первым федеральным законом, касающимся проституции. Этот закон был создан для борьбы с торговлей молодыми европейскими девушками, которые, как считалось, были похищены и перевезены в Соединенные Штаты для работы в публичных домах, но криминализировали тех, кто участвовал в секс-работе по обоюдному согласию.
В 1918 году Закон Чемберлена-Кана предусматривал, что любая женщина, у которой обнаружена инфекция, передающаяся половым путем, будет помещена правительством в карантин. Первоначальной целью этого закона было остановить распространение венерических заболеваний среди солдат США. Государство превратило секс-работников в изгоев по закону. Во время Великой депрессии на чернокожих женщин в Нью-Йорке приходилось более 50 % арестов за проституцию.
Виды секс-работы расширились в XXI веке. Кино, а затем и Интернет предоставили новые возможности для секс-работы. В 1978 году Кэрол Ли, секс-работница и активистка, придумала термин «секс-работа», как он используется сейчас. Этот термин стал популярным в 1980-х годах. Американская организация по защите прав секс-работников COYOTE (Call Off Your Old Tired Ethics) и другие движения секс-работников за законные права и права человека сформировались в 1970-х и 80-х годах, чтобы отстаивать сексуальную свободу женщин и права секс-работников. Внутри феминизма образовался раскол, который продолжается и сегодня: некоторые выступают за отмену секс-работы, а другие борются за признание и защиту прав в секс-работе.
Распространенной социальной стигмой секс-работников, которая распространяется через различные медиа-платформы, является клеймо  «шлюхи», при которой секс-работников называют «шлюхами» из-за характера и обилия отношений с клиентами.
Была изучена история повествований о секс-работниках в СМИ, обнаружены три наиболее распространенные сюжетные линии:
- секс-работники —переносчики и источники заболеваний
- секс-работа как социальная проблема
- секс-работа на открытом воздухе, что усиливает негативное социальное восприятие, согласно которому секс-работа ассоциируется с грязной или публичной деятельностью.

Обычно показана гендерная иерархия, в которой женщины разного возраста —секс-работницы, а мужчины — в роли авторитетных сутенёров, клиентов и сотрудников правоохранительных органов.
Исследование, проведенное в 2006 году Университетом Виктории, показало, что изображение секс-работы в СМИ формируется на основе жестких социальных и культурных сценариев, которые увековечивают стигму и оказывают влияние на освещение в новостях и негативное восприятие секс-работы.
Эпидемия ВИЧ/СПИДа и криминализация заражения других людей ВИЧ/СПИДом потребовала выработать стратегии снижения вреда, предусматривающие тестирование, консультирование и поставки материалов, чтобы остановить распространение болезни.
Угроза насилия сохраняется во многих видах секс-работы.

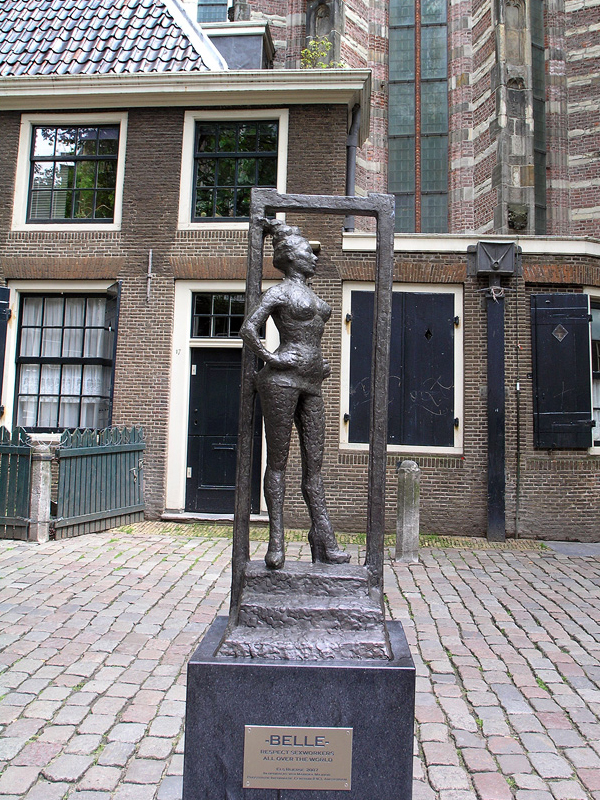
Статуя «Белль» в амстердамском квартале красных фонарей Де Валлен была размещена, как дань уважения всем секс-работникам мира

Положительную роль играет объединение в профсоюзы легальных видов секс-работников, таких как исполнители экзотических танцев. Это позволяет лоббирование чиновников здравоохранения и труда, а также агентств по правам человека, улучшает условия для многих секс-работников. Акции против насилия и за повышение наглядности и прав по-прежнему привлекают сотни тысяч участников. Женщины, занимающиеся секс-торговлей, более подвержены стигме и дискриминации, чем мужчины. Эта стигма и дискриминация объясняются социальной точкой зрения, согласно которой секс-работники более подвержены заболеваниям, передающимся половым путем, таким как ВИЧ и СПИД.
В 2011 году многие секс-работники в Гонконге сообщили о словесном или физическом оскорбительном взаимодействии с полицейским или медицинским работником, что привело к негативным последствиям для общего состояния здоровья и неравному доступу к медицинскому обслуживанию.
Во время пандемии COVID-19 контактные профессии (включая, среди прочего, многие формы секс-работы) были запрещены (временно) в некоторых странах. Это привело к сокращению в Европе некоторых форм секс-работы. Распространяются формы секс-работы, не требующих физического контакта (виртуальные сексуальные услуги). Однако для некоторых виртуальных сексуальных услуг может потребоваться официальный банковский счет (или другие способы получения денег в цифровом формате) и собственная отдельная комната. Пандемия COVID-19 усилила уже существовавшую маргинализацию, неравенство и криминализацию секс-работников. Правила, касающиеся COVID-19, создали повышенную угрозу физической и финансовой безопасности социально незащищенных секс-работников, не имеющих документов, трансгендеров и цветных людей.

## Расширение прав и возможностей секс-работников

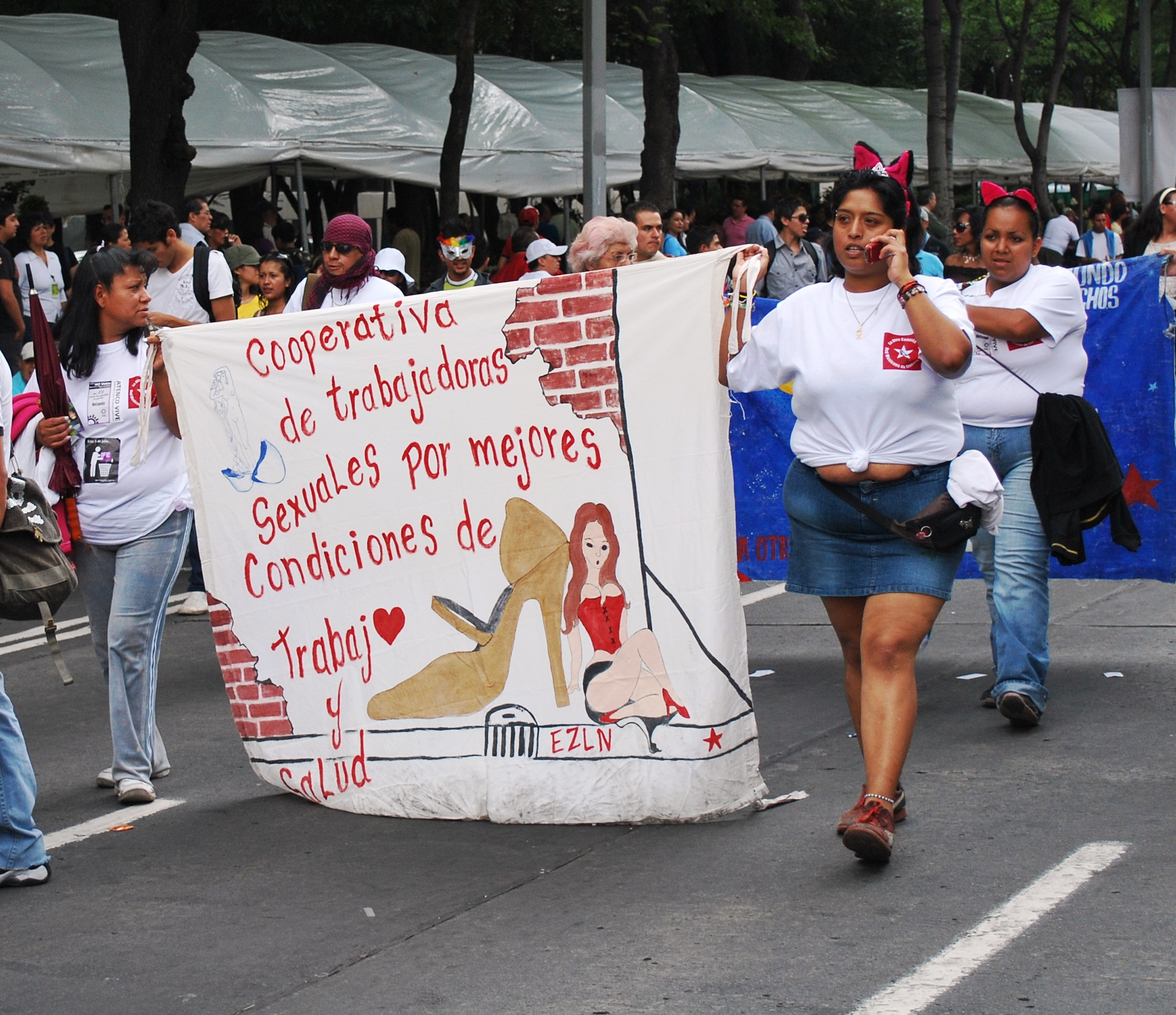
Секс-работники за улучшение условий труда на Марше Геев в 2009 году в Мехико.

### Международный день прекращения насилия в отношении секс-работников
17 декабря 2003 года впервые отметили Международный день борьбы с насилием в отношении секс-работников. В этот день поминают жертв (большинство из них проститутки) убийцы Грин-Ривер в Сиэтле, штат Вашингтон. В течение недели, начинающейся 17 декабря, организации социальной справедливости работают бок о бок с сообществами секс-работников, проводя мемориалы и организуя акции по повышению осведомленности о насилии, акции по осуждению трансфобии, ксенофобии, расизма, криминализации употребления наркотиков, стигматизации секс-работы.

### Услуги подписки на контент для взрослых
В службах подписки на контент для взрослых (например, OnlyFans) создателям социальных сетей можно платить за их контент. Контент может включать в себя селфи, советы, информацию, обучающие материалы, а также секс-работу. Создатели OnlyFans получают прибыль от подписчиков, которые каждый месяц покупают доступ к их эксклюзивному аккаунту. Контент предоставляется порнографическими сайтами Pornhub, brazzers и другими Не имеет значения, являются ли сообщения «откровенными» или нет Подписчики платят за то, чтобы авторы были их близкими онлайн, которые время от времени помогают им достичь оргазма.

## Эмоциональный труд
В сфере услуг эмоциональный труд является неотъемлемой частью работы, в том числе и секс-работы. Посредством эмоционального труда секс-работники участвуют в различных уровнях игры, известных как поверхностная игра и глубокая игра. Поверхностное действие происходит, когда секс-работник осознает диссонанс между его подлинным переживанием эмоций и управляемым проявлением эмоций. Когда секс-работник больше не может различать то, что является подлинным, и то, что является игрой; игра становится подлинной.

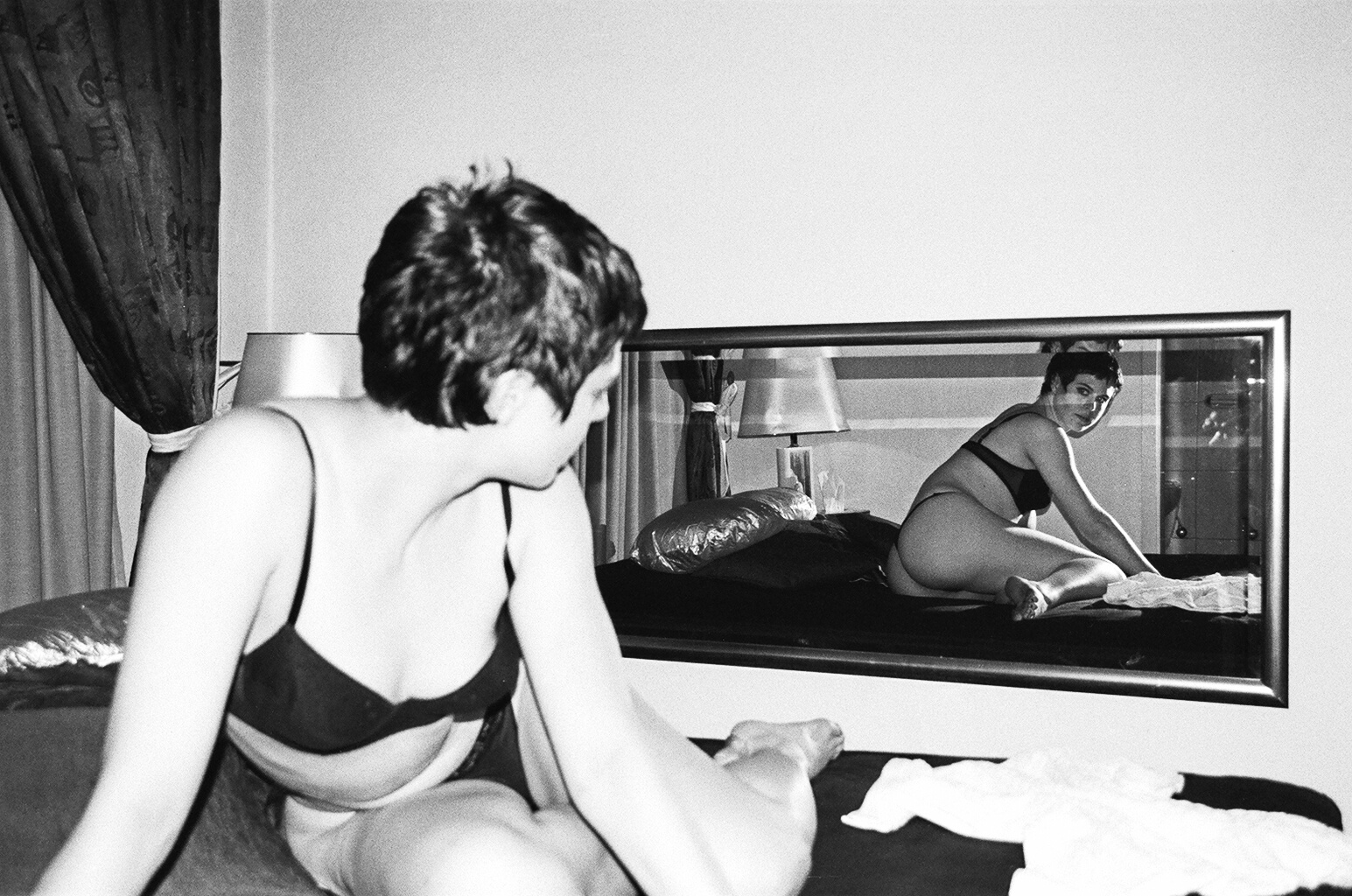
Секс-работница в Берлине, 2001 год.

Причины по которым секс-работники занимаются эмоциональным трудом:
- секс-работники создают представление о гендере и сексуальности[49][50][51]. Эти представления часто отражают желания клиентуры, состоящей в основном из гетеросексуальных мужчин
- секс-работницы должны подтверждать мужественность клиента, а также физически воплощать традиционную женственность[49][52].
- эмоциональный труд секс-работника может иметь большее значение, когда речь идет о расовых различиях. Например, Госпожа Вельвет, чернокожая женщина- доминанта, заставляет своих клиентов, в основном белых гетеросексуальных мужчин, читать теорию чёрных феминисток перед сеансами[53].

Эмоциональный труд гендерно обусловлен: ожидается, что женщины будут использовать его для создания представлений нормативной женственности, тогда как мужчины должны использовать его для создания представлений нормативной мужественности. Это позволяет секс-работнику получить максимальную прибыль.
Секс-работники часто занимаются эмоциональным трудом в целях самозащиты. Клиенты часто ценят кажущуюся подлинность своих сделок с секс-работниками; таким образом, секс-работники могут попытаться вызвать чувство подлинной близости.

## Медицинская помощь секс-работникам

### Психическое здоровье
Травматические сексуальные события и насилие подвергают секс-работников более высокому риску психических расстройств по сравнению с обычными работниками. Риск выше для женщин- секс-работниц, ещё выше для женщин, принадлежащих к группам меньшинств, включая сообщество ЛГБТК+.
По результатам исследования 2010 года доля женщин секс-работниц, страдающих от:
- посттравматического стрессового расстройства — 13 %
- тревоги — 33,7 %
- депрессии —24,4 %.

Женщины, работающие в секс-бизнесе, сталкиваются с большим количеством препятствий и барьеров при получении психиатрической помощи. В 2016 году в Канаде было проведено исследование, посвященное институциональным барьерам на пути к медицинскому обслуживанию, с которыми сталкиваются работницы секс-бизнеса. Исследование показало, что около 70 % женщин секс-работниц сталкиваются с одним или несколькими институциональными барьерами в доступе к медицинской помощи, такими как: длительное время ожидания, ограниченные часы работы, а также предвзятое отношение или дискриминацию со стороны поставщиков медицинских услуг.

### Первая медицинская помощь
Минимальная необходимость состоит в том, чтобы женщины-секс-работницы, имели доступ к частому тестированию и лечению ЗППП/ИППП, но важен также такой же доступ к регулярной первичной медицинской помощи при других заболеваниях. Данные ЮНЭЙДС 2010 года показали, что процентная доля секс-работников, не имеющих доступ к профилактическим услугам, составляет по всему миру — 51 %. Ещё одним препятствием для секс-работников в получении медицинских услуг является то, что многие из них не могут или не желают раскрывать свою профессию в необходимых медицинских документах, что лишает их права на получение медицинской помощи.
Отраслью общественного здравоохранения выделяет секс-работников, как группу населения с высоким риском заражения ВИЧ. Секс- работа является фактором риска множества заболеваний. Термин «секс-работник» был введен в попытке разорвать ассоциацию в сфере здравоохранения, связывающую женщин-проституток с грязными, аморальными и больными личностями.
Факторы здоровья секс-работников
В странах, где секс-работа классифицируется как преступление, презервативы могут использоваться в качестве доказательства. Чтобы снизить вероятность ареста секс-работники склонны участвовать в незащищенном сексе.
Почти четверти секс-работников было отказано в медицинской помощи из-за их профессии.
Общение между поставщиками медицинских услуг и секс-работниками
Поставщик медицинских услуг может включить в свою анкету по сексуальному анамнезу вопросы, касающиеся обмена секса на деньги. Задавание подобных вопросов может смягчить беспокойство о том, что пациенту секс-работнику может быть отказано в медицинских услугах. Это может побудить пациента более честно рассказать обо всем своем опыте и истории болезни, что позволит принять лучшее решение в отношении лечения.

## Интимные отношения
Секс-работники
Исследование, проведенное в Мельбурне (Австралия), показало, что секс-работники обычно испытывают трудности в отношениях в результате своей работы.
Большинство женщин, занимающихся секс-работой, сообщили, что их профессия оказала на них негативное влияние, но были и те, кто заявил о положительном эффекте повышения сексуальной самооценки и уверенности.
Клиенты
Эмпирических данных, характеризующих клиентов секс-работников, очень мало. Статья Scientific American о покупателях секс-услуг суммирует ограниченную область исследований, делая вывод о том, что клиенты имеют нормальный психологический профиль, соответствующий составу более широкого мужского населения, но считают себя психически нездоровыми.
Продолжительный просмотр порнографических материалов вызывает множество неблагоприятных социологических эффектов, включая снижение уважения к долгосрочным моногамным отношениям и ослабление желания деторождения. Порнография может «потенциально подорвать традиционные ценности, благоприятствующие браку, семье и детям». Она изображает сексуальность таким образом, который не связан с «эмоциональной привязанностью, добротой, заботой и особенно с продолжением отношения, поскольку такое продолжение приведёт к ответственности».
В общении с секс-работниками клиенты часто ищут подтверждения своей мужественности, которой, по их мнению, не хватает в других аспектах их жизни. Это подтверждение происходит в форме (симуляции) привязанности и сексуального желания, а также «гладкого, интимного, аффективного пространства, в котором способ управления временем регулируется только взаимным желанием и наслаждением». В это же время секс-работники заняты только работой, испытывают желание максимизировать доход, избежать скуки и/или избежать нанесения ущерба самооценке.
Секс-работники в Бразилии с большей вероятностью будут искать «двусмысленные связи» с иностранными мужчинами, которым они предоставляют услуги, а не с местными мужчинами.

## Гендерные различия
Интервью с мужчинами и женщинами из эскорта проливают свет на гендерные различия в опыте этих сопровождающих. Женщин-эскортниц больше, чем мужчин.
Гетеросексуальные мужчины-проститутки гораздо чаще, чем гетеросексуальные женщины-проститутки, развлекают клиентов того же пола по необходимости, поскольку подавляющее большинство клиентов — мужчины. От женщин ожидают большего участия в эмоциональном труде, чем от мужчин.

## Риски
Потенциальные риски секс-работы сильно различаются в зависимости от типа секс-работы .
Общие риски, с которыми сталкиваются секс-работники самых разных профессий:
- изнасилование
- насилие
- бедность
- стигма
- социальная изоляция
- ВИЧ (поражает большое количество секс-работников всех полов, которые занимаются проституцией во всем мире)
- высок риск убийства, так вероятность быть убитыми у секс-работников в 60-120 раз выше, чем у женщин, не занимающихся проституцией[71]
- из-за различного правового статуса некоторых форм секс-работы секс-работникам в некоторых странах также грозит тюремное заключение, порка и даже смертная казнь[72].

Уличная проституция
Уличные секс-работники чаще сталкиваются с насилием по сравнению с секс-работниками, работающими в помещении, также с большей вероятностью будут употреблять наркотики, заниматься незащищенным сексом.
Исследование насилия в отношении женщин, занимающихся уличной проституцией, показало, что 68 % из них сообщили, что были изнасилованы.

## Феминистские дебаты
Феминистские дебаты о секс-работе сосредоточены в первую очередь на порнографии и проституции. Аргументы феминисток против этих профессий:
- эти виды работы по своей сути унижают женщин
- увековечивают сексуальную объективацию женщин
- увековечивают мужское превосходство .

Аргументы сторонников секс-работы:
- необходимо дать женщинам-секс-работницам свободу воли и выбора
- участия в секс-работе может расширить возможности секс-работниц
- представления о сексуальности созданы патриархальным обществом для регулирования сексуального выражения женщин.

Многие феминистки, поддерживающие секс-индустрию, утверждают, что криминализация секс-работы наносит больший вред женщинам и их сексуальной автономии. Женщина может заниматься сексом бесплатно, но как только она получает за свои услуги что-то ценное, это действие становится незаконным. Те, кто выбирает секс, как работу, являются бедными и обездоленными, поэтому государственные чиновники должны сосредоточиться на социальной политике, улучшающей жизнь секс-работников, а не на осуждении этих жертв общества.
Тема сексуального труда часто рассматривается в контексте противоположных точек зрения.
Аболиционистская точка зрения обычно определяет секс-работу как репрессивную форму труда. Это не только буквальная покупка тела человека для сексуальной эксплуатации, но и проявление власти над женщинами как символически, так и материально. Эта точка зрения рассматривает проституцию и торговлю людьми, как прямо и тесно связанные между собой и поэтому призывает к отмене проституции в целях ликвидации общей сексуальной эксплуатации женщин и детей. Согласие на секс-работу является просто покорным принятием традиционной эксплуатации женщин. Декриминализация секс-работы «служит интересам сутенёров, сводников и проституток». Некоторые марксистские феминистки утверждают: «Коммерческий секс-обмен не является эксплуататорским из-за чего-то уникального в сексе; он эксплуататорский, потому что это труд при капитализме».
Некоторые секс-позитивные феминистки признают, что секс-работники находятся в современной западной сексуальной иерархии, где женатые мужчина и женщина уважаются, в то время как ЛГБТ, фетишисты и секс-работники, такие как проститутки и порнографические модели, рассматриваются как сексуальные извращенцы. Лица, практикующие такие «девиантные» сексуальные действия, считаются преступниками, имеют ограниченную институциональную поддержку и подвергаются экономическим санкциям. Бросается вызов этой иерархии, ценится сексуальное разнообразие и отвергается любое понятие «нормального» секса. Секс-работники рассматриваются как автономные сексуальные существа, а не жертвы секс-индустрии. Расовые отношения влияют на мобильность чернокожих людей в секс-индустрии.
Некоторые либеральные феминистки продвигают «демократическую мораль» оценки сексуальной активности, утверждая, что не должно быть этической проблемы, происходят ли половые акты в паре или в группах, однополые или смешанные, с актами насилия или без, с видео по обоюдному согласию или без них, коммерческие или бесплатные.

## Соответствующие телесериалы и фильмы
- Список клиентов (фильм)
- Список клиентов (телесериал)
- Двойка (телесериал)
- Девушка по вызову (телесериал)
- Ночи Кабирии
- Проект «Флорида»
- Вершина озера
- Мама Рома